# Makram Khoury
Cette page contient des caractères spéciaux ou non latins. S’ils s’affichent mal (▯, ?, etc.), consultez la page d’aide Unicode.
Pour les articles homonymes, voir Khoury.
Makram J. Khoury (en hébreu : מכרם ח'ורי ; en arabe : مكرم  خوري) est un acteur arabe israélien, né le 30 mai 1945 à Jérusalem. C’est le plus jeune artiste et le premier Arabe à recevoir le prix Israël, la plus haute distinction civile en Israël. C’est l’un des acteurs arabes israéliens les plus accomplis et les plus célèbres. 
Aujourd’hui, Makram Khoury se produit au cinéma, au théâtre et à la télévision.

## Biographie
Makram J. Khoury est né en 1945, dans une famille palestinienne chrétienne, dans le quartier de Cheikh Jarrah à Jérusalem ; son père était juge, et sa mère, enseignante. La famille Khoury fuit au Liban lors de la guerre israélo-arabe de 1948-1949. Un an après, elle revient dans le nouvel État d’Israël. La famille s’installe dans la ville portuaire d’Acre, près de Haïfa. Éduqué dans cette ville et le village voisin de Kafar Yassif, Makram Khoury sort du lycée en 1963. Il entre alors à l’université hébraïque de Jérusalem. Jeune homme talentueux, il abandonne ses études et se lance dans la carrière d’acteur.
Makram Khoury se forme en Israël et, de 1970 à 1973, il étudie à la Mountview Academy of Theatre Arts à Londres, en Angleterre. Il s’engage par la suite au Cameri Theatre de Tel Aviv et au Haifa Theatre, où il joue pendant vingt ans.
Il est récemment[Quand ?] revenu à Haïfa après une tournée d’un an dans le rôle de Tierno Bokar dans la pièce 11 and 12 de Peter Brook, aux côtés de Khalifa Natour.

## Filmographie

### Cinéma
- 1980 : Imi Hageneralit (he) de Joel Silberg (en)
- 1982 : Mitahat La'af (en) de Jacob Goldwasser (de) : Détective Ben-Shooshan
- 1983 : Michel Ezra Safra U'vanav (he) de Nissim Dayan (he)
- 1984 : Kasach (he) de Haim Gil (he)
- 1985 : Gesher Tzar Me'od (he) de Nissim Dayan (he)
- 1986 : Hiuch HaGdi de Shimon Dotan : Katzman
- 1987 : Noce en Galilée de Michel Khleifi : Le gouverneur
- 1989 : Esh Tzolevet (he) de Gideon Ganani (he) : Anton
- 1990 : Le Cantique des Pierres de Michel Khleifi (comme Markam Khouri)
- 1992 : Lahav Hatzui d’Amos Kollek : Ahmed Shafik
- 1994 : Les Patriotes d’Éric Rochant : Barak
- 1995 : Le conte des trois diamants de Michel Khleifi : Abu Iman
- 1997 : La Voie lactée d’Ali Nasser (en) : Mukhtar
- 2001 : Le Tombeau de Jonas McCord (it) : Nasir Hamid (comme Makram J. Khoury)
- 2003 : Ha-Mangalistim (he) (Les Gens du barbecue) de Yossi Madmoni, David Ofek (he) : Ezra
- 2004 : La Fiancée syrienne d’Eran Riklis : Hammed (comme Makram J. Khoury)
- 2005 : Free Zone d’Amos Gitai : Samir « l'américain »
- 2005 : Munich de Steven Spielberg : Wael Zwaiter
- 2005 : The last Judge (Le dernier juge), de la série God's Stories : Samuel
- 2006 : Forgiveness d’Udi Aloni : Dr Isaac Shemesh (comme Makram J. Khoury)
- 2007 : Petach Tikva (he) de Tom Shoval : Julian
- 2008 : Les Citronniers d’Eran Riklis : Abu Kamal (comme Makram J. Khoury)
- 2009 : Italians (en) de Giovanni Veronesi : Hamed
- 2009 : Carmel (it) d’Amos Gitaï
- 2009 : Dusty Road de Rukaya Sabbah : Khalil
- 2010 : Miral de Julian Schnabel : Khatib
- 2012 : Héritage (Inheritance) de Hiam Abbass : Abu Majd
- 2014 : The Cut de Fatih Akin : Omar Nasreddin
- 2015 : Une histoire d'amour et de ténèbres de Natalie Portman
- 2015 : Wounded Land d'Erez Tadmor
- 2017 : Conspiracy (Unlocked) de Michael Apted : Yazid Khaleel
- 2019 : Spider in the Web d'Eran Riklis : Nader
- 2022 : La Conspiration du Caire (Walad Min Al Janna) de Tarik Saleh : Sheikh Negm
- 2022 :  Dieu et le chameau de Stefan Sarazin et Peter Keller
- 2022 : The Way of the Wind de Terrence Malick
- 2024 : Le Maître et Marguerite (Мастер и Маргарита) de Michael Lockshin : Caïphe

### Télévision
- 2004 : À la Maison-Blanche, série créée par Aaron Sorkin, 6e saison, 2e épisode La Dernière Chance : Le président palestinien Nizar Farad
- 2006 : Djihad! (en) : Médecin hôpital (comme Makram Houry)
- 2008 : House of Saddam, mini-série : Tarek Aziz

## Théâtre (partiel)
- 2007 : Hebron de Tamir Grinberg, mise en scène d’Oded Kotler, coproduction Habima-Cameri Theatre, Tel Aviv : Hader Cana'ani[2]
- 2010 : 11 and 12 réalisé par Peter Brook : Tierno Bokar

## Distinctions
- 1987 : Khoury a reçu le prix Israël pour son jeu d’acteur[3].
- 2013 : Ophir du meilleur acteur pour Magic Men

## Famille
Sa fille aînée, Clara Khoury, est une actrice montante en Israël et en Palestine, apparue récemment dans trois films qui ont attiré l’attention au niveau international, Le mariage de Rana, un jour ordinaire à Jérusalem (2002), La Fiancée syrienne  (où elle joue la fille du personnage joué par Makram) (2004) et Lipstikka  (2011). Son fils Jamil Khoury est aussi acteur et est apparu récemment dans Mensonges d'État de Ridley Scott.